# Diocèse de Sylhet
Le diocèse de Sylhet (Dioecesis Sylhetensis) est un siège de l'Église catholique du Bangladesh suffragant de l'archidiocèse de Dacca. En 2014, il comptait 17.231 baptisés pour 11.650.000 habitants. Il est tenu par Mgr Shorot Francis Gomes.

## Territoire
Le diocèse comprend les districts civils de Sylhet, Sunamganj, Habiganj et Maulvi Bazar, qui correspondent à la division de Sylhet dans le nord-est du Bangladesh.
Le siège épiscopal est à Sylhet. Provisoirement, l'église paroissiale de la Divine-Miséricorde de Maulvi Bazar sert de pro-cathédrale du diocèse.
Le territoire est subdivisé en 7 paroisses.

## Histoire
Le diocèse est érigé le 8 juillet 2011 par la bulle Missionali Ecclesiae de Benoît XVI, recevant son territoire de l'archidiocèse de Dacca.

## Ordinaires
- Bejoy Nicephorus D'Cruze, O.M.I., 8 juillet 2011-30 septembre 2020
- Shorot Francis Gomes, depuis le 12 mai 2021

## Statistiques
- En 2014, le diocèse comptait 17.231 baptisés pour 11.650.000 habitants (0,1%),	16 prêtres dont 11 réguliers, 13 religieux et 33 religieuses dans 7 paroisses[1].